# Katlakalns
Katlakalns – jeden z mikrorejonów Rygi – stolicy Łotwy – położony w dystrykcie Zemgale. Według danych na rok 2021 Katlakalns zamieszkiwało 160 osób, a gęstość zaludnienia wyniosła 103 os./km².

## Geografia
Całkowita powierzchnia Katlakalns wynosi 1,55 km², czyli prawie 5 razy mniej niż tyle ile wynosi średnia powierzchnia wszystkich mikroregionów Rygi.

## Galeria

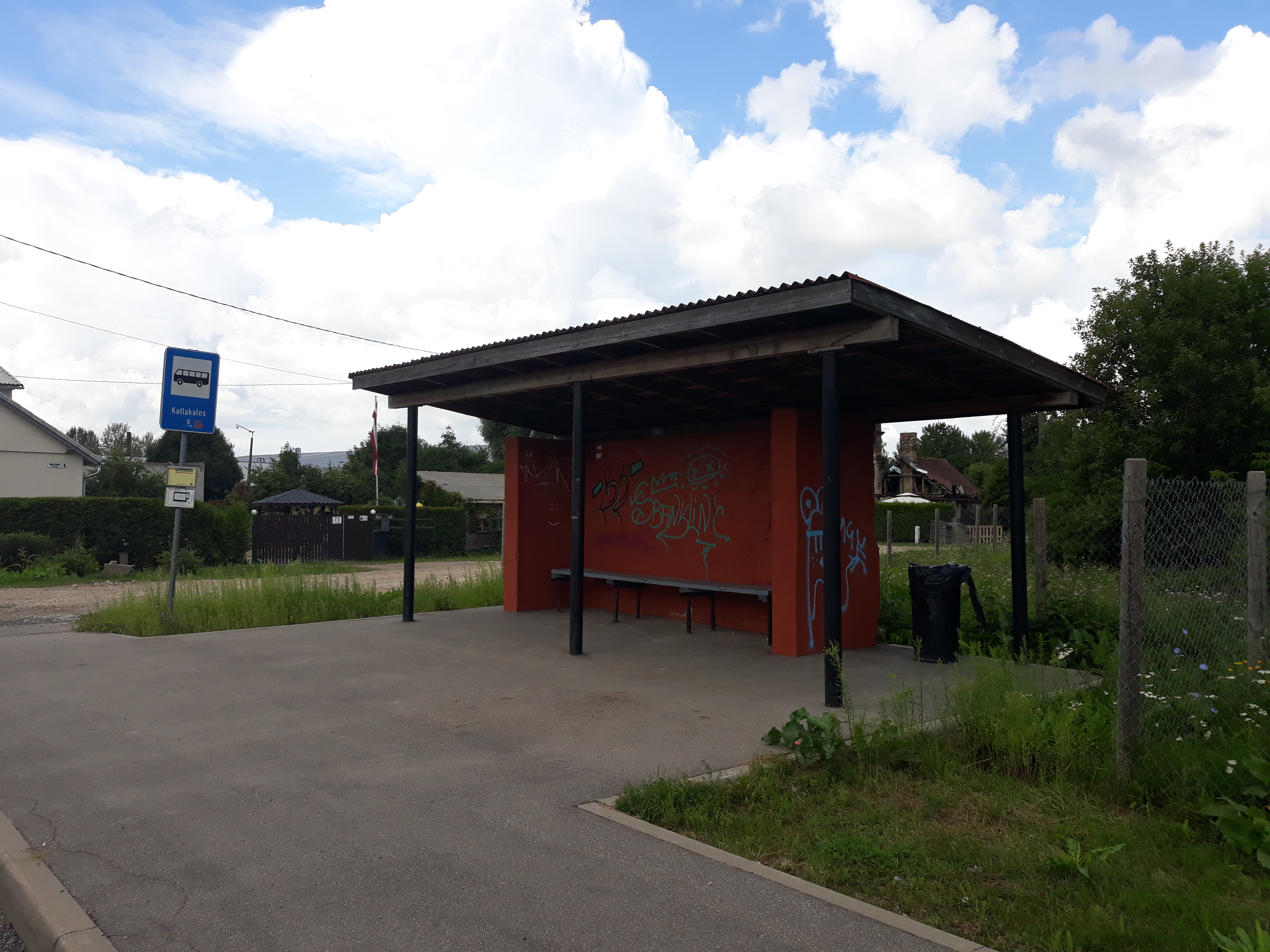
Przystanek autobusowy w Katlakalns
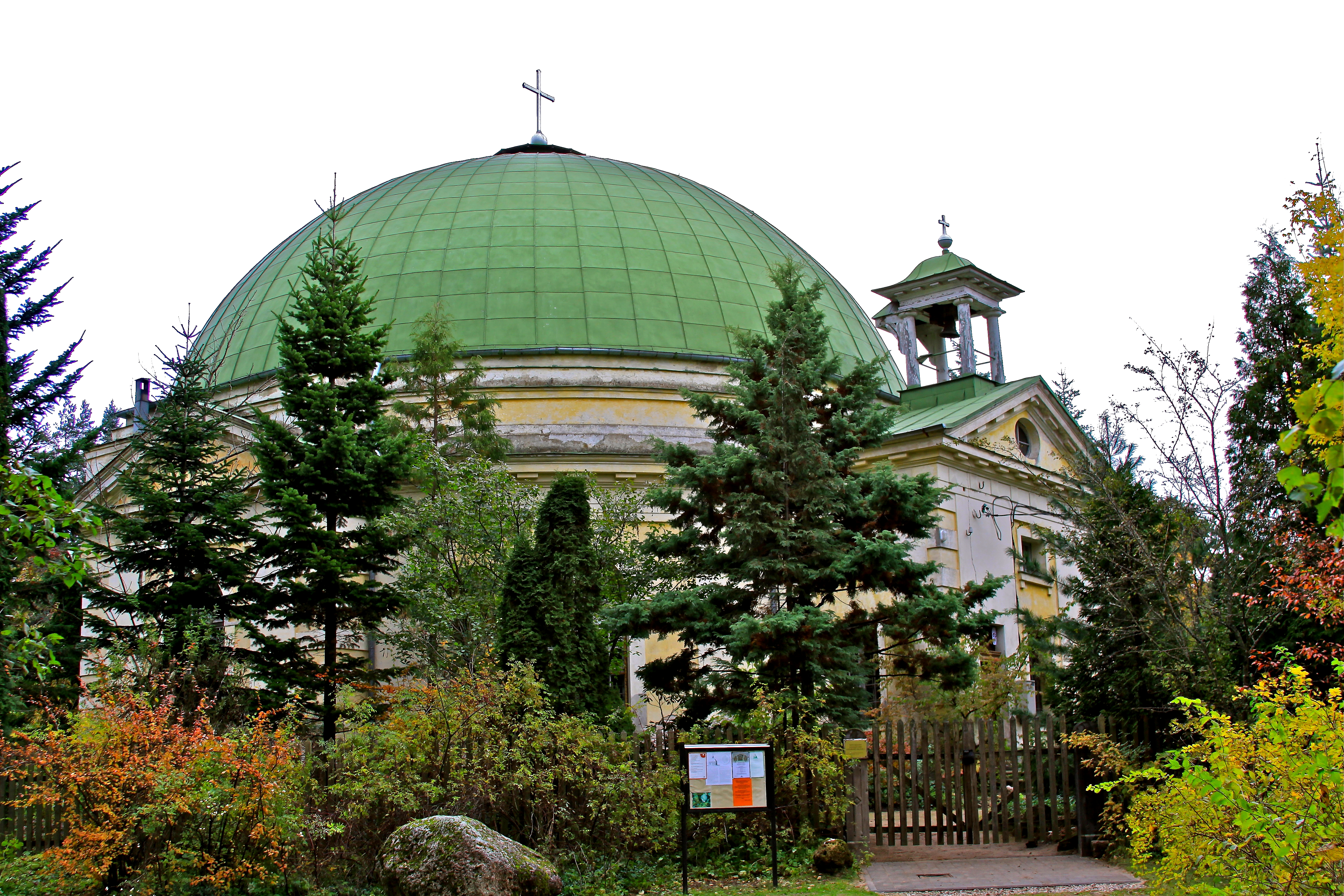
Zdjęcie kościoła w Katlakalns
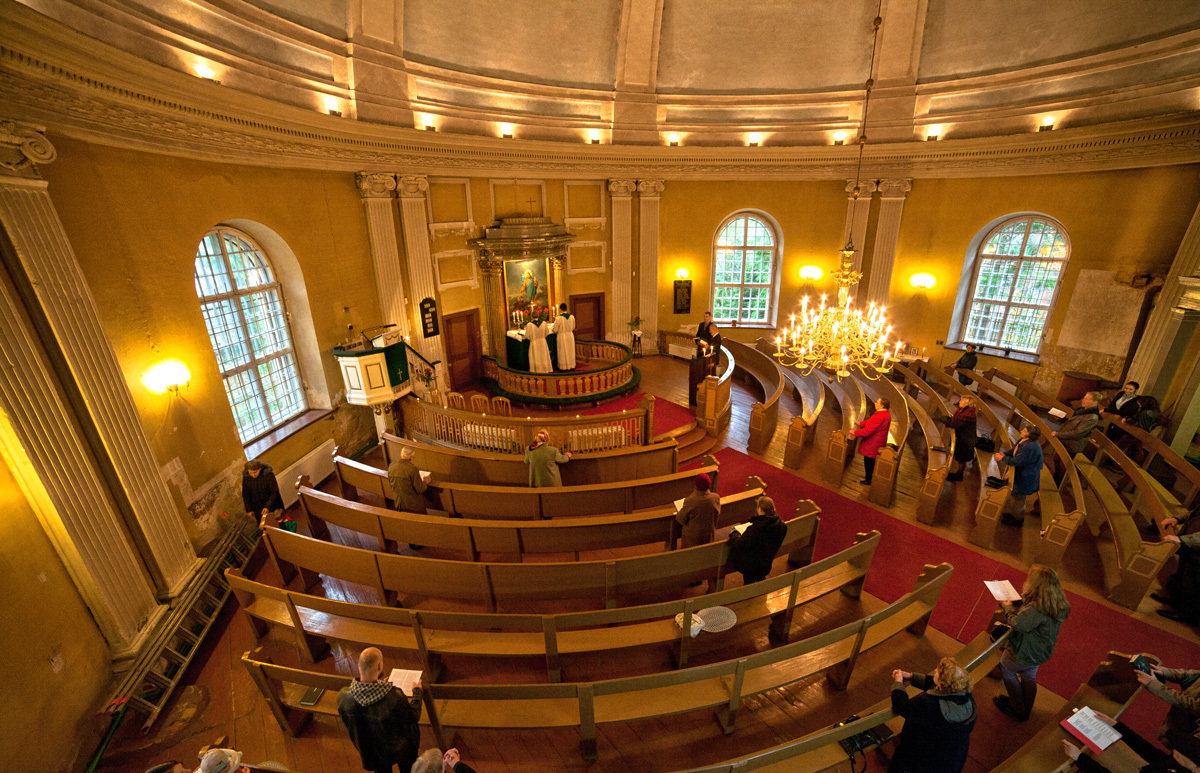
Kościół w Katlakalns (widok od środka)
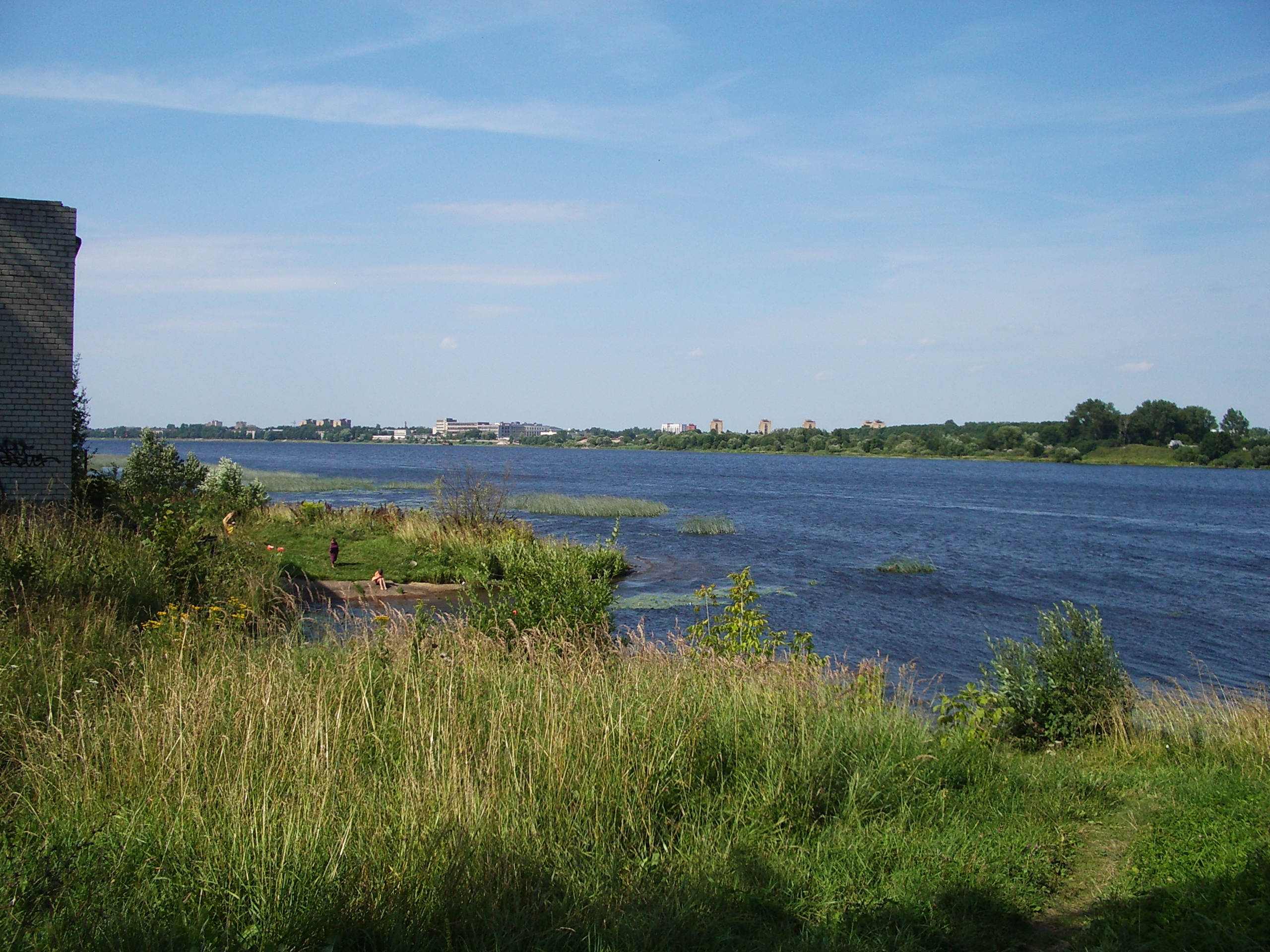
Zdjęcie rzeki w Katlakalns
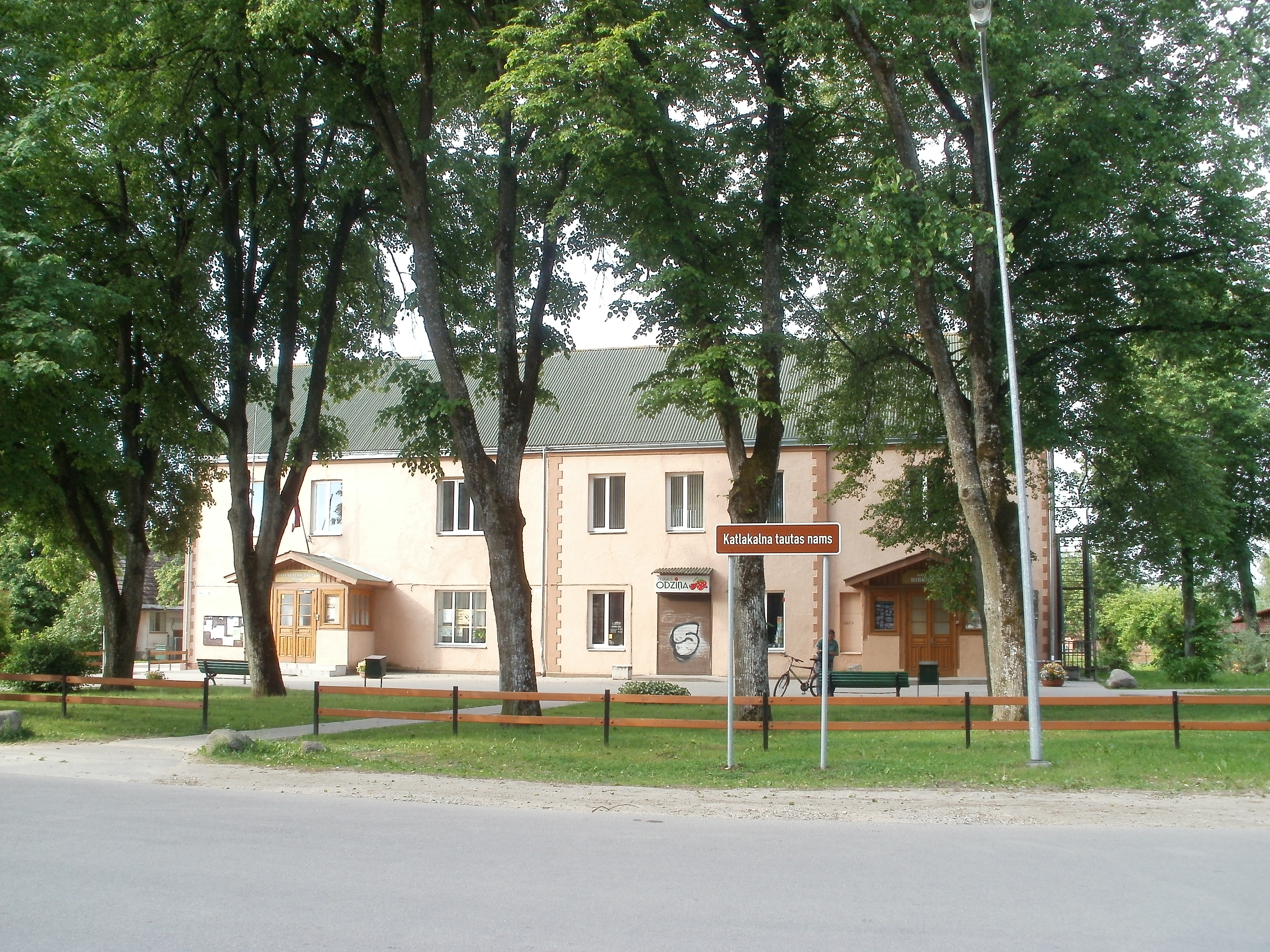
Zabytkowy budynek w Katlakalns